# Neuf-Brisach

Neuf-Brisach este o comună în departamentul Haut-Rhin din estul Franței. În 2009 avea o populație de 2.032 de locuitori.

## Evoluția populației
| An        | 1975  | 1982  | 1990  | 1999  | 2006  | 2009  |
| --------- | ----- | ----- | ----- | ----- | ----- | ----- |
| Populație | 2.579 | 2.205 | 2.092 | 2.197 | 2.185 | 2.032 |